# فرج‌آباد (خلخال)
فرج‌آباد یک منطقهٔ مسکونی در ایران است که در دهستان پلنگا واقع شده‌است. براساس سرشماری مرکز آمار ایران در سال ۱۳۹۵، فرج‌آباد ۷۶ نفر جمعیت دارد.